# Побег на край света
«Побег на край света» — советский фильм 1991 года режиссёра Александра Майорова.

## Сюжет
Младший сын крестьянина Дар уходит из дома в погоню за бродячим цирком, который тайком увозит его возлюбленную Марию.

Не то сказка, то то притча… Герой фильма путешествует по миру в поисках возлюбленной. Через страны и эпохи бредёт он, постигая сущность Добра и Зла. И его сопровождает своими балладами бард, в роли которого подвизался известный певец Александр Розенбаум.— журнал «Вестник», 2001

## В ролях
- Александр Розенбаум — Орей
- Александр Ивашкевич — Дар
- Екатерина Стриженова — Мария
- Фёдор Одиноков — одинокий кузнец
- Игорь Гневашев
- Александр Пятков — Кубэра
- Жанри Лолашвили
- Кахи Кавсадзе — хозяин бродячего цирка
- Тенгиз Арчвадзе
- Александр Яковлев
- Мирче Соцки-Войническу

## Съёмки
Фильм снимался в Крыму, одной из локаций был сад под Белой Скалой

## Критика
Фильм (режиссёр А. Майоров) не получился, даже созидательная его сторона растворилась в многочисленных эпизодах, не связанных друг с другом и поэтому маловыразительных и малопонятных. Фильм, к сожалению, не воспринимается ни умом, ни сердцем.— журнал «Вестник», 2001